# Stéphane Sauvignan
Stéphane Sauvignan (22 de enero de 1966) es un deportista francés que compitió en tiro con arco, en la modalidad de arco compuesto.
Ganó dos medallas en el Campeonato Europeo de Tiro con Arco al Aire Libre, bronce en 2002 y oro en 2004, y una medalla de oro en el Campeonato Europeo de Tiro con Arco en Sala de 2002.

## Palmarés internacional
| Campeonato Europeo al Aire Libre | Campeonato Europeo al Aire Libre | Campeonato Europeo al Aire Libre | Campeonato Europeo al Aire Libre |
| Año                              | Lugar                            | Medalla                          | Prueba                           |
| -------------------------------- | -------------------------------- | -------------------------------- | -------------------------------- |
| 2002                             | Oulu (Finlandia)                 | Medalla de bronce                | Equipo                           |
| 2004                             | Bruselas (Bélgica)               | Medalla de oro                   | Equipo                           |
| Campeonato Europeo en Sala       |                                  |                                  |                                  |
| Año                              | Lugar                            | Medalla                          | Prueba                           |
| 2002                             | Ankara (Turquía)                 | Medalla de oro                   | Equipo                           |